# Кузик Орест Тарасович
О́рест Тара́сович Ку́зик (нар. 17 квітня 1995, Львів, Україна) — український футболіст, півзахисник українського клубу «Карпати» (Львів).

## Біографія

### Ранні роки
Орест Кузик народився 17 травня 1995 року у Львові. Футболом почав займатися з шести років. Першою його командою були львівські «Карпати», а першим тренером — відомий львівський фахівець в області дитячого футболу Микола Дударенко.
У ДЮФЛУ Кузик почав виступати за «Карпати» в сезоні 2008/09. З 18-ти матчів «біло-зелених» він зіграв у 12-ти, забив два голи. Команда Ореста, «Карпати» U-14, посіла підсумкове 6-е місце. У наступному сезоні львів'яни виграли свою групу, і вийшли у фінальну частину, де поступилися «Шахтарю». Кузик зіграв у всіх 22 зустрічах «біло-зелених» і забив дев'ять голів, будучи ключовим гравцем своєї команди. Його визнали найкращим півзахисником фінального турніру ДЮФЛУ, а також найкращим гравцем «Карпат» у команді U-15.
На талановитого півзахисника звернули увагу селекціонери київського «Динамо», і незабаром він отримав пропозицію перейти в стан «біло-синіх». На такий важливий крок у своєму житті і кар'єрі Орест зважився самостійно: «Коли ми грали у фінальній частині чемпіонату України, мене помітили селекціонери „Динамо“ і запросили сюди. Спочатку батьки переживали, але потім тато мені сказав: „Це твоє життя, тобі вибирати“. І я сам вирішив перейти в „Динамо“».

### «Динамо»
Наставниками Кузика в «Динамо» стали Олексій Дроценко та Юрій Лень. Перший матч у футболці «Динамо» в ДЮФЛУ Кузик провів 4 травня 2011 року. Орест опинився в стартовому складі на гру, у якій «біло-сині» приймали чернігівську «Юність» та розгромили суперника з рахунком 9:0. Команда впевнено і далі розправлялася з противниками, а для самого Ореста найбільш пам'ятним став фінальний поєдинок сезону проти львівського УФК (2:1), завдяки перемозі в якому у віці 16-ти років він вперше став чемпіоном України у складі «Динамо».
В останньому сезоні перед випуском з Академії Кузик пропустив лише один матч, зігравши в інших 22-х, включаючи всі поєдинки фінальної стадії.
Потрапивши у сформоване перед сезоном 2012/2013 «Динамо» U-19, Кузик і там став незамінним. Він — єдиний, хто зіграв у всіх 28 матчах сезону, який приніс «біло-синім» золоті медалі юнацької першості України. Так Орест вже вдруге у своїй біографії став чемпіоном України.
Із сезону 2013/14 став виступати за «Динамо» (U-21) в молодіжному чемпіонаті.

### «Говерла»
Улітку 2015 року разом з низкою інших гравців «Динамо» перейшов в оренду в ужгородську «Говерлу». У Прем'єр-лізі дебютував 25 липня 2015 року в матчі другого туру чемпіонату проти «Ворскли» (1:1), у якому вийшов на заміну на 59 хвилині замість іншого «динамівця» Євгена Чумака.

### «Сталь»
Наприкінці жовтня 2016 року став гравцем кам'янської «Сталі». Протягом двох сезоні був одним із кращих гравців та став лідером команди. Наприкінці сезону 2017/18, після вильоту команди в нижчий дивізіон, покинув клуб.

### «ПАС Яніна»
В червні 2018 року підписав трирічний контракт з клубом грецького чемпіонату «ПАС Яніна».

### «Чорноморець»
25 січня 2022 року став гравцем одеського «Чорноморця».

### Збірна
У 2010—2011 роках виступав за юнацькі збірні України до 16 та до 17 років.